# NDSM
NDSM terrein je čtvrť v Amsterdamu. Leží na území městské části Amsterdam-Noord na břehu řeky IJ a má rozlohu 90 hektarů. Vznikla rekultivací bývalých doků a dostala název podle zkratky jejich názvu Nederlandsche Dok en Scheepsbouw Maatschappij. 
Loděnice přerušila činnost v roce 1984 a plány na její případné obnovení vzaly definitivně za své v roce 1990, kdy oblast zasáhl orkán Daria. Lokalita postupně chátrala a v opuštěných budovách se začali usazovat squatteři. V roce 2001 vznikla nadace Kinetisch Noord, která začala ve spolupráci s radnicí hledat nové využití oblasti. Po rekonstrukci se NDSM stalo módní čtvrtí, kde si zřídily sídla instituce jako MTV, Greenpeace nebo Red Bull. Z centra Amsterdamu se sem přesunuli umělci, vznikly ateliéry, nahrávací studia, skateparky, kavárny, bary, hotel řetězce DoubleTree a u pobřeží botel. Od roku 1993 se zde koná divadelní festival Over het IJ Festival, v letech 1998 až 2012 také existoval festival Robodock. V IJ-Hallen je pořádán největší bleší trh v Evropě. V roce 2021 bylo otevřeno muzeum STRAAT, zaměřené na pouliční umění. K atrakcím NDSM patří nástěnná malba Anny Frankové nebo oblouk z vyřazených lodních kontejnerů. Každoročně se zde koná lodní veletrh HISWA. Podle plánu má v lokalitě být k roku 2030 pět tisíc bytů.
Od nádraží Amsterdam Centraal jezdí do NDSM trajekt.